# St. Peter und Paul (Döllstädt)

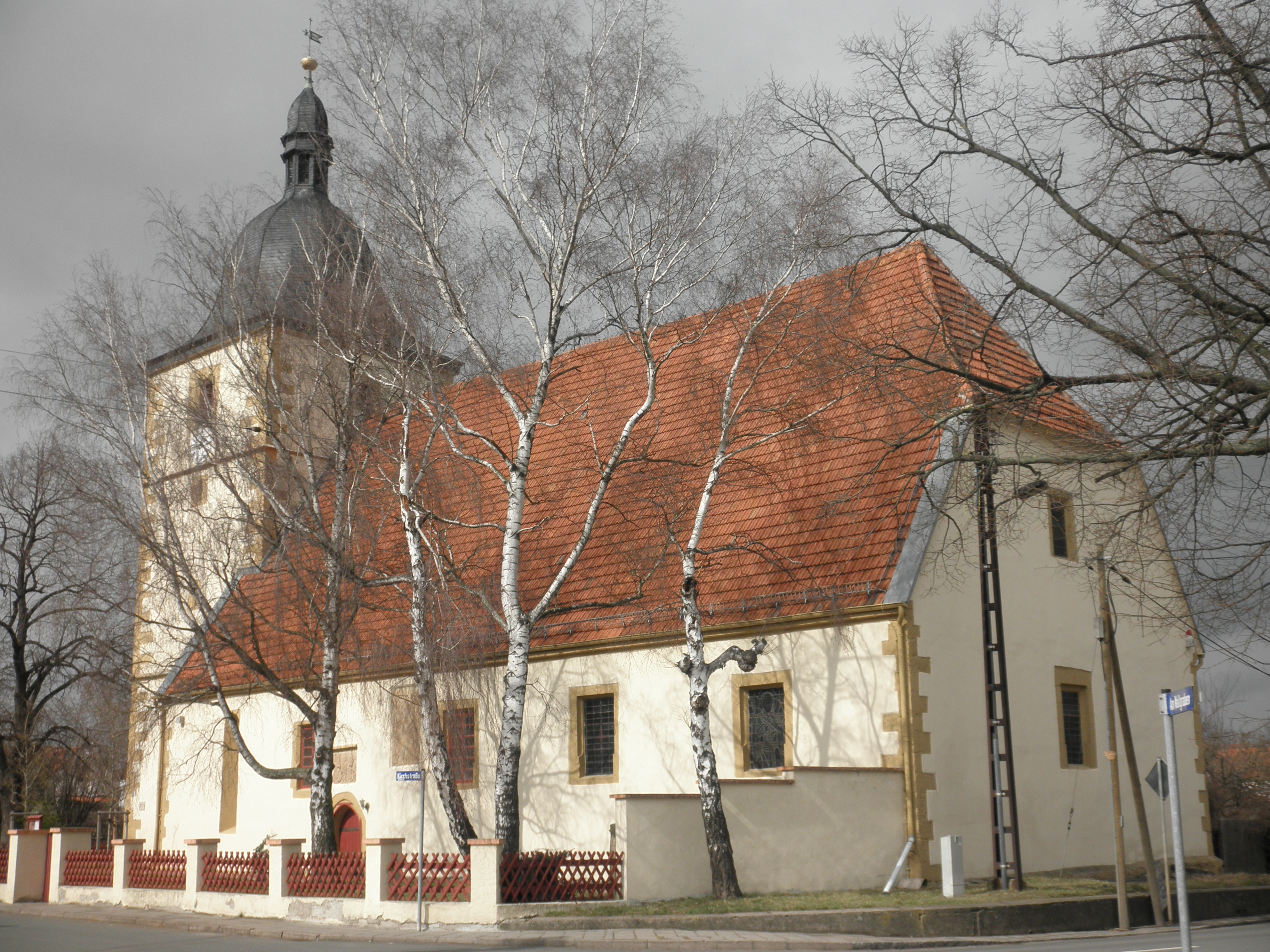
Die Kirche

Die denkmalgeschützte evangelische Dorfkirche St. Peter und Paul steht in der Gemeinde Döllstädt im Landkreis Gotha in Thüringen.

## Geschichte
Das Gotteshaus in Döllstädt geht auf eine Kapelle aus der Zisterzienserinnenklosterzeit zurück, und zwar am Kloster Döllstädt. Dieses Kloster wurde mit seiner Kapelle 1291 erstmals urkundlich erwähnt. Die Nachfolgerin St. Peter und Paul wurde 1542 gestiftet von Asmus Schade und Agnes Brun anlässlich deren Eheschließung und später mehrfach, zuletzt vor wenigen Jahren, restauriert.

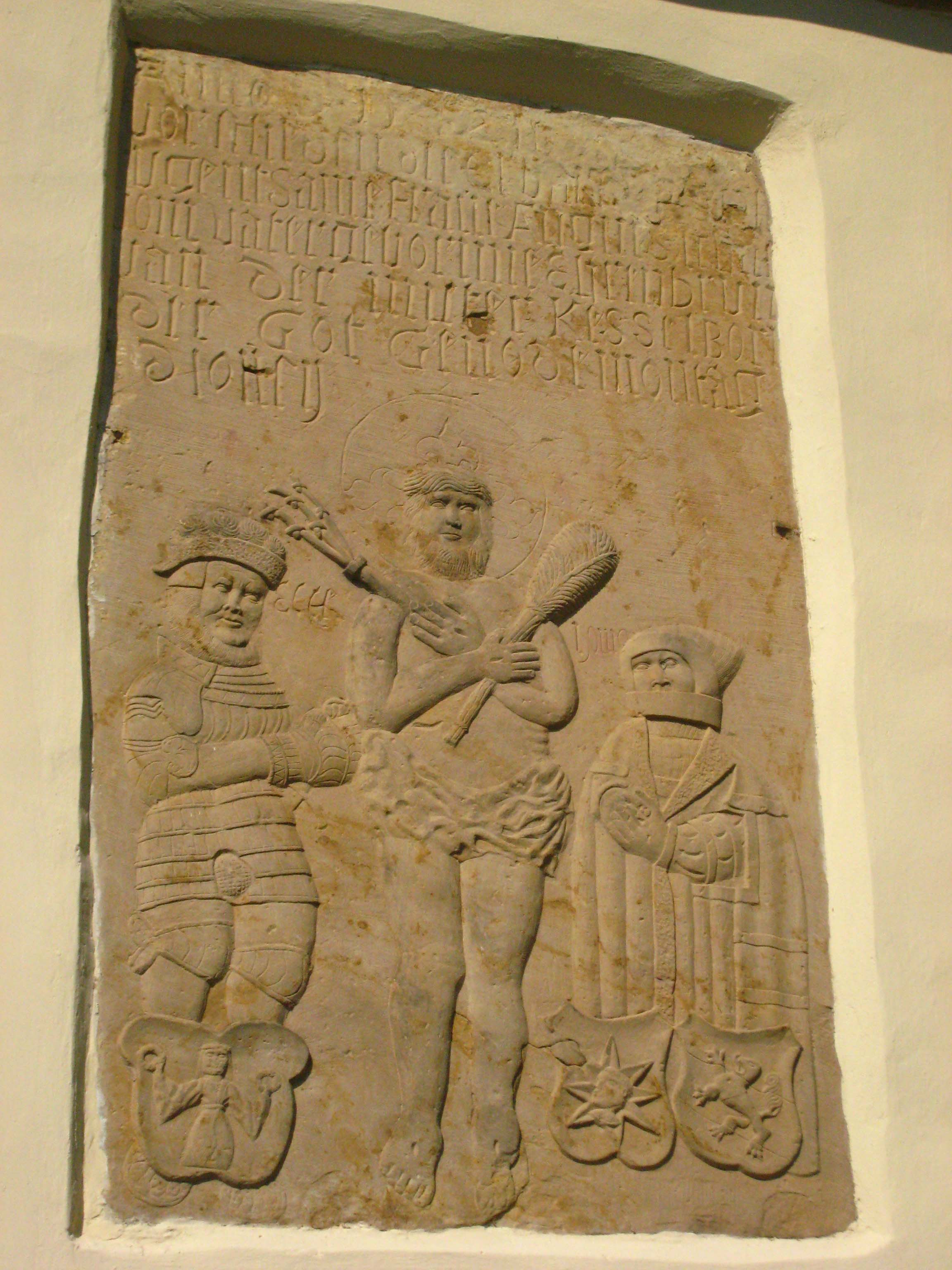
Sandsteintafel mit Stifterfiguren